# Kifoza

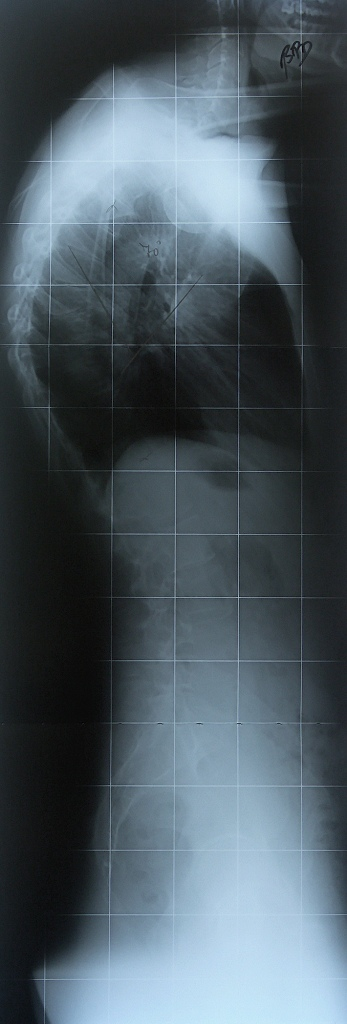
Kifoza patologiczna – zdjęcie rentgenowskie

Kifoza (łac. z gr. kyphosis; gr. κυφός kyphós – "garbaty, zgięty w przód") – łukowate wygięcie kręgosłupa w stronę grzbietową. Jeżeli takie wygięcie znajduje się w odcinku piersiowym lub krzyżowym kręgosłupa i mieści się w granicach normy (dla kifozy piersiowej to 20 do 40 stopni),  jest to kifoza fizjologiczna (kifoza piersiowa, kifoza krzyżowa). Jeżeli kifoza znajduje się w odcinku szyjnym lub lędźwiowym kręgosłupa, albo też wielkość tego wygięcia przekracza normy – takie wygięcie nazywane jest kifozą patologiczną. Kifoza patologiczna najczęściej występuje pod postacią hiperkifozy piersiowej (skolioza, gruźlica, krzywica, złamania kręgów, osteoporoza, choroba Scheuermanna, wada postawy) lub hipokifozy piersiowej (skolioza, wada postawy). Fizjologiczna kifoza piersiowa, wraz z fizjologiczną lordozą szyjną i lędźwiową, umożliwia pionową postawę człowieka, zwiększa objętość klatki piersiowej, amortyzuje pionowe obciążenia kręgosłupa. W czasie życia człowieka krzywizny fizjologiczne kręgosłupa (kifozy i lordozy) ulegają zmianie, ale zwykle w granicach prawidłowych; na skutek procesów chorobowych mogą jednak powstawać wygięcia kręgosłupa o charakterze patologicznym.

## Etiologia
Kifoza patologiczna (pod postacią hiperkifozy piersiowej lub kifozy lędźwiowej) powstaje najczęściej w wyniku osteoporozy, wad postawy, choroby Scheuermanna, skoliozy, krzywicy, chorób neurologicznych, złamań trzonów kręgów (w przebiegu np. gruźlicy, zapaleń, nowotworów).
Kifoza patologiczna po postacią hipokifozy piersiowej występuje najczęściej w przebiegu wad postawy oraz skoliozy.

## Objawy
Kifoza patologiczna charakteryzuje się zwykle zbyt dużym wygięciem odcinka piersiowego kręgosłupa ku tyłowi, co znacznie deformuje sylwetkę ciała człowieka, wymusza jednocześnie zwiększenie lordozy lędźwiowej, przesuwa wypadkową siłę obciążania kręgów ku przodowi, co dodatkowo pogłębia jeszcze kifozę. W sumie może powodować szybszy rozwój zmian zwyrodnieniowych w kręgosłupie i rozwój dolegliwości bólowych.

## Leczenie

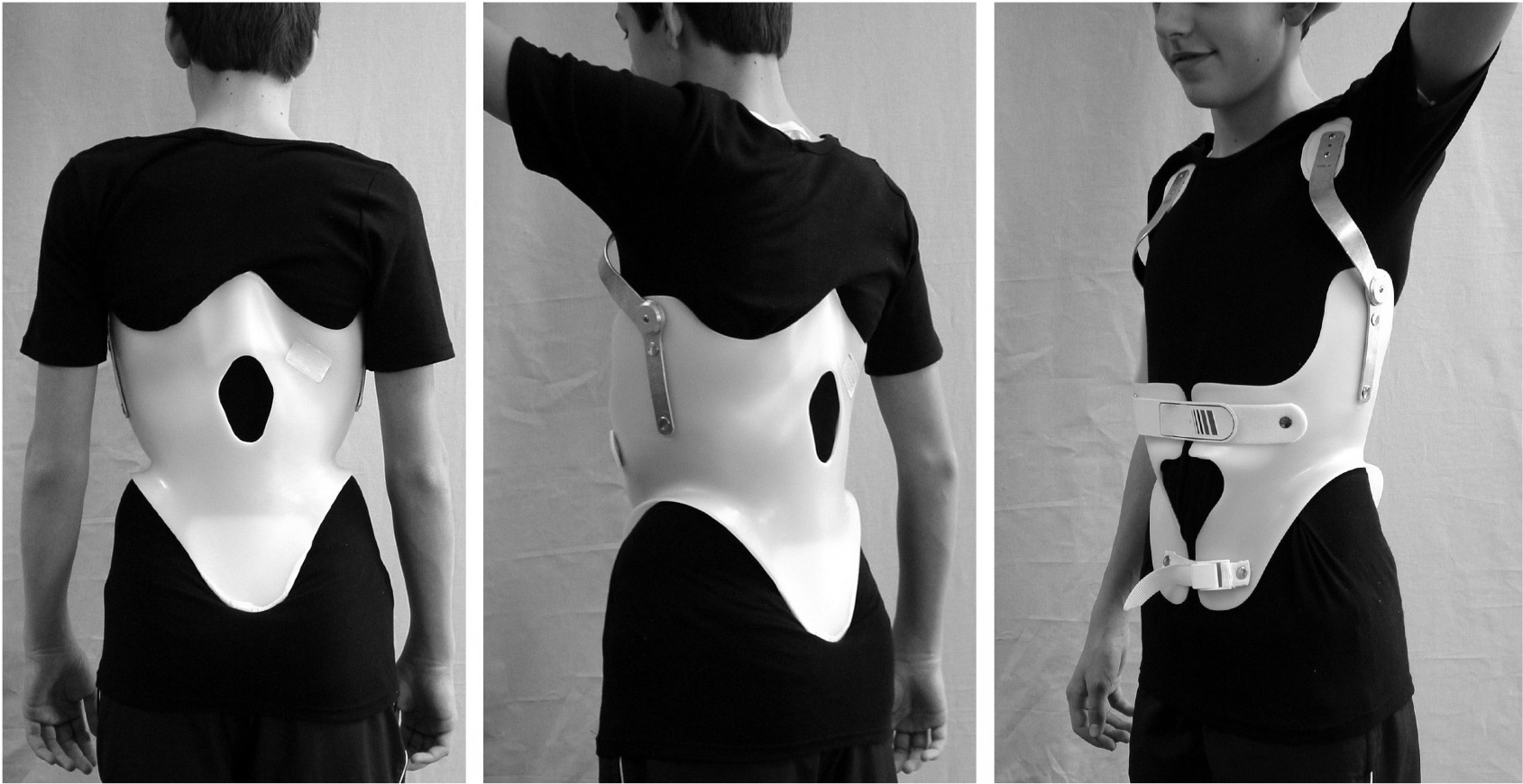
Nowoczesna orteza do leczenia kifozy piersiowej.

Leczenie patologicznej hiperkifozy piersiowej zależne jest zwykle od przyczyny jej powstania. Jeżeli jest to deformacja bez złamań trzonów kręgów, zwykle stosuje się metody zachowawcze jak ćwiczenia korekcyjne (zwykle mało skuteczne), pływanie, gorsety korekcyjne, unikanie zwiększonych obciążeń kręgosłupa, rzadziej leczenie operacyjne (korekcja zwiększonej kifozy ze stabilizacją metalowym instrumentarium). Przy złamaniach trzonów kręgów zwykle leczona jest najpierw choroba, która to złamanie wywołała, a następnie patologiczna kifoza piersiowa, zwykle metodami operacyjnymi (stabilizacja chorego odcinka kręgosłupa metalowym instrumentarium lub wypełnienie złamanego trzonu kręgowego cementem kostnym). 
Należy podkreślić, że pojęcie kifoza lub kifoza piersiowa nie jest jednostką chorobową (co jest często mylone), dopiero hiperkifoza piersiowa lub hipokifoza piersiowa albo też kifoza szyjna lub lędźwiowa stanowią patologię